# Commercialista forense
Il commercialista forense è un dottore commercialista in Italia che si occupa di collaborare con Avvocati sia Penalisti che Civilisti, con la Magistratura e talvolta con la PG in quanto esperto in materie Societarie, Concorsuali, del Lavoro Finanziarie, Economiche, Tributarie, Bancarie e legali.
Il Commercialista Forense può con la sua preparazione aiutare avvocati, giudici e PM a ricostruire determinate situazioni economiche sia in ambito di contenziosi civili che penali. Spesso può essere nominato CTU o CTP, ma può anche (non necessariamente) svolgere compiti di amministratore giudiziario, di curatore fallimentare, di commissario e di delegato alle vendite. In ambito penale, può essere anche chiamato a svolgere il ruolo di CT del Pubblico Ministero, oppure il CTP.
Può essere nominato dal Giudice come Perito.
A differenza del mondo anglosassone in Italia non è richiesto un esame per diventare commercialista forense. L’esperienza pluriennale e consolidata in questa particolare branca della Professione di Dottore Commercialista unitamente a specifici corsi, costituisce un quid in più per potersi definire Commercialista Forense.

## Campi di intervento
Il commercialista forense deve riuscire a spiegare in maniera semplice concetti matematici e contabili a soggetti che solitamente non parlano tale linguaggio (Giudici, avvocati e PM). Viene incaricato di effettuare principalmente delle ricostruzioni contabili in diversi ambiti, in particolare:
In ambito civilistico:
- divorzi;
- cause condominiali;
- cause bancarie e finanziarie;
- cause in ambito tributario;
- cause contro PA;
- scommesse.

In ambito penale:
- bancarotta;
- falso in bilancio;
- usura;
- ricostruzioni patrimoniali per verificare provenienza lecita di redditi nelle procedure antimafia;
- ctu in ambito di procedure di sequestri preventivi e di prevenzione;